# Campeonato Descentralizado 1990
El Campeonato Descentralizado 1990, fue la edición número 64 de la Primera División del Perú, la vigésimo quinta desde que se descentraliza en 1966 y la vigésimo quinta bajo la denominación de Campeonato Descentralizado.
El Campeonato Descentralizado de 1990 se realizó bajo el formato de los Campeonatos Regionales. Se disputó en tres etapas: 1.er Regional 1990-I, 2.ºdo Regional 1990-II y la Final Nacional. A su vez cada Regional se dividía en las etapas Zonal I - II, Octogonal I - II y Liguilla Final I - II. Durante la etapa zonal los equipos se agrupaban en cinco zonas según su ubicación geográfica (Metropolitana I - II, Norte I - II, Centro I - II, Oriente 1 - II y Sur I - II).
El campeón Universitario y el subcampeón Sport Boys clasificaron a la Copa Libertadores 1991.

## Ascensos y descensos
Hubo 4 descensos en la temporada 1989 a la Copa Perú 1990. Por otro lado, se produjeron 5 ascensos de la Copa Perú 1989 y 1 de la Segunda División 1989, aumentándose la cantidad a 44 equipos en aquel año.
| Posición | Descendidos a la Copa Perú |
| -------- | -------------------------- |
| 2° (GN)  | Juan Aurich                |
| 6° (GC)  | Social Magdalena           |
| 4° (GE)  | San Martín de Porres       |
| 8° (GS)  | Deportivo Tintaya          |

| Posición | Ascensos de la Copa Perú y Segunda División 1989 |
| -------- | ------------------------------------------------ |
| 1°       | Sport Boys (S. División)                         |
| 1° (GN)  | Deportivo Pacífico (C. Perú)                     |
| 2° (GN)  | Morba FBC (C. Perú)                              |
| 1° (GC)  | Unión Huayllaspanca (C. Perú)                    |
| 1° (GE)  | Deportivo Bancos (C. Perú)                       |
| 1° (GS)  | Juvenil Los Ángeles (C. Perú)                    |

### Tabla Resumen Ascensos y Descensos
| Temporada | Ascenso/Descenso                                   | Metropolitano    | Norte                                    | Centro                    | Este                    | Sur                       |
| --------- | -------------------------------------------------- | ---------------- | ---------------------------------------- | ------------------------- | ----------------------- | ------------------------- |
| 1989      | Descendidos a la Copa Perú y Segunda División 1990 | Ninguno          | 2° Juan Aurich                           | 6° Social Magdalena       | 4° San Martín de Porres | 8° Deportivo Tintaya      |
| 1990      | Ascendidos de la Copa Perú y Segunda División 1989 | 1° SD Sport Boys | 1° CP Deportivo Pacífico 2° CP Morba FBC | 1° CP Unión Huayllaspanca | 1° CP Deportivo Bancos  | 1° CP Juvenil Los Ángeles |

## Regional I

### Etapa Zonal

#### Zona Metropolitana
| Pos. | Equipo                | Pts. | PJ | PG | PE | PP | GF | GC | DG  |
| ---- | --------------------- | ---- | -- | -- | -- | -- | -- | -- | --- |
| 1    | Universitario         | 18   | 11 | 8  | 2  | 1  | 25 | 8  | +17 |
| 2    | Alianza Lima          | 15   | 11 | 5  | 5  | 1  | 16 | 8  | +8  |
| 3    | Unión Huaral          | 15   | 11 | 5  | 5  | 1  | 13 | 9  | +4  |
| 4    | Sport Boys            | 14   | 11 | 5  | 4  | 2  | 19 | 9  | +10 |
| 5    | Defensor Lima         | 12   | 11 | 4  | 4  | 3  | 10 | 10 | 0   |
| 6    | Sporting Cristal      | 10   | 11 | 2  | 6  | 3  | 9  | 11 | -2  |
| 7    | Deportivo San Agustín | 10   | 11 | 3  | 4  | 4  | 7  | 13 | -6  |
| 8    | Deportivo Municipal   | 9    | 11 | 2  | 5  | 4  | 12 | 14 | -2  |
| 9    | Internazionale        | 9    | 11 | 1  | 7  | 3  | 5  | 9  | -4  |
| 10   | Deportivo AELU        | 9    | 11 | 3  | 3  | 5  | 6  | 13 | -7  |
| 11   | Octavio Espinosa      | 6    | 11 | 1  | 4  | 6  | 11 | 22 | -11 |
| 12   | Meteor Sport Club     | 5    | 11 | 1  | 3  | 7  | 7  | 14 | -7  |

|  | Clasifica al Octogonal |

#### Zona Norte
| Pos. | Equipo             | Pts. | PJ | PG | PE | PP | GF | GC | DG  |
| ---- | ------------------ | ---- | -- | -- | -- | -- | -- | -- | --- |
| 1    | Deportivo Pacífico | 23   | 18 | 11 | 1  | 6  | 25 | 11 | +14 |
| 2    | UTC                | 23   | 18 | 10 | 3  | 5  | 24 | 14 | +10 |
| 3    | Alianza Atlético   | 22   | 18 | 7  | 8  | 3  | 16 | 10 | +6  |
| 4    | Atlético Grau      | 22   | 18 | 8  | 6  | 4  | 25 | 19 | +6  |
| 5    | Atlético Torino    | 17   | 18 | 5  | 7  | 6  | 17 | 19 | -2  |
| 6    | 15 de Setiembre    | 17   | 18 | 4  | 9  | 5  | 9  | 14 | -5  |
| 7    | Deportivo Cañaña   | 16   | 18 | 2  | 12 | 4  | 10 | 12 | -2  |
| 8    | Carlos Mannucci    | 15   | 18 | 4  | 7  | 7  | 16 | 21 | -5  |
| 9    | Morba FBC          | 14   | 18 | 4  | 6  | 8  | 17 | 27 | -10 |
| 10   | Libertad           | 11   | 18 | 2  | 7  | 9  | 11 | 22 | -11 |

Desempate
| 3 de agosto de 1990 | Deportivo Pacífico            | 2:1 | UTC         | Elías Aguirre, Chiclayo |  |
|                     | Juan Terranova · Anselmo Soto |     | Luis Carpio |                         |  |

|  | Clasifica al Octogonal |

#### Zona Centro
| Pos. | Equipo              | PJ | PG | PE | PP | GF | GC | DG | Pts. |
| ---- | ------------------- | -- | -- | -- | -- | -- | -- | -- | ---- |
| 1    | Deportivo Junín     |    |    |    |    |    |    |    |      |
|      | Unión Huayllaspanca |    |    |    |    |    |    |    |      |
|      | León de Huánuco     |    |    |    |    |    |    |    |      |
|      | ADT                 |    |    |    |    |    |    |    |      |
|      | Unión Minas         |    |    |    |    |    |    |    |      |
|      | Mina San Vicente    |    |    |    |    |    |    |    |      |
|      | Defensor ANDA       |    |    |    |    |    |    |    |      |
|      | Alipio Ponce        |    |    |    |    |    |    |    |      |

|  | Clasifica al Octogonal |

#### Zona Oriente
| Pos. | Equipo              | PJ | PG | PE | PP | GF | GC | DG | Pts. |
| ---- | ------------------- | -- | -- | -- | -- | -- | -- | -- | ---- |
| 1    | Deportivo Hospital  |    |    |    |    |    |    |    |      |
| 2    | Unión Tarapoto      |    |    |    |    |    |    |    |      |
| 3    | CNI                 |    |    |    |    |    |    |    |      |
| 4    | Atlético Belén      |    |    |    |    |    |    |    |      |
| 5    | Chacarita Versalles |    |    |    |    |    |    |    |      |
| 6    | Deportivo Bancos    |    |    |    |    |    |    |    |      |

|  | Clasifica al Octogonal |

#### Zona Sur
| Pos. | Equipo              | Pts. | PJ | PG | PE | PP | GF | GC | DG  |
| ---- | ------------------- | ---- | -- | -- | -- | -- | -- | -- | --- |
| 1    | FBC Melgar          | 24   | 14 | 10 | 4  | 0  | 46 | 13 | +33 |
| 2    | FBC Aurora          | 17   | 14 | 8  | 1  | 5  | 23 | 14 | +9  |
| 3    | Diablos Rojos       | 14   | 14 | 5  | 4  | 5  | 13 | 18 | -5  |
| 4    | Alfonso Ugarte      | 14   | 14 | 6  | 2  | 6  | 13 | 19 | -6  |
| 5    | Coronel Bolognesi   | 13   | 14 | 5  | 3  | 6  | 16 | 17 | -1  |
| 6    | Cienciano           | 11   | 14 | 4  | 3  | 7  | 16 | 20 | -4  |
| 7    | Juvenil Los Ángeles | 10   | 14 | 4  | 2  | 8  | 14 | 23 | -9  |
| 8    | Atlético Huracán    | 9    | 14 | 2  | 5  | 7  | 6  | 23 | -17 |

|  | Clasifica al Octogonal |

### Octogonal
Disputado en tres jornadas, entre el 5 y 16 de agosto de 1990 en partidos de ida y vuelta.
| Local ida          | Resultado   | Local vuelta           | Ida | Vuelta |
| ------------------ | ----------- | ---------------------- | --- | ------ |
| Melgar             | 3:3 (5:4 p) | Alianza Lima           | 2:0 | 1:3    |
| Deportivo Junín    | 2:6         | Universitario          | 1:0 | 1:6    |
| Deportivo Hospital | 2:6         | Unión Huaral           | 1:1 | 1:5    |
| Sport Boys         | 0:0         | Deportivo Pacífico (*) | 0:0 | -:-    |

- Deportivo Pacífico de Tumbes no se presentó a jugar el partido de vuelta en Piura, tal como lo habían establecido las Comisiones de Justicia de la ADFP y FPF, otorgándole la clasificación a Sport Boys.

### Liguilla Final
Disputada en tres jornadas dobles, entre el 26 de agosto y el 2 de septiembre de 1990 en el Estadio Nacional de Lima.
| Pos. | Equipo        | Pts. | PJ | PG | PE | PP | GF | GC | DG |
| ---- | ------------- | ---- | -- | -- | -- | -- | -- | -- | -- |
| 1    | Sport Boys    | 5    | 3  | 2  | 1  | 0  | 6  | 3  | +3 |
| 2    | Universitario | 4    | 3  | 1  | 2  | 0  | 3  | 2  | +1 |
| 3    | Unión Huaral  | 2    | 3  | 1  | 0  | 2  | 4  | 5  | -1 |
| 4    | FBC Melgar    | 1    | 3  | 0  | 1  | 2  | 4  | 7  | -3 |

|  | Clasificado a la Final Nacional con Campeón Regional 1990-II y a la Copa Libertadores 1991. |

## Regional II

### Etapa Zonal

#### Zona Metropolitana
| Pos. | Equipo                | Pts. | PJ | PG | PE | PP | GF | GC | DG  |
| ---- | --------------------- | ---- | -- | -- | -- | -- | -- | -- | --- |
| 1    | Alianza Lima          | 31   | 22 | 13 | 5  | 4  | 32 | 13 | +19 |
| 2    | Sport Boys            | 30   | 22 | 8  | 14 | 0  | 32 | 18 | +14 |
| 3    | Universitario         | 29   | 22 | 11 | 7  | 4  | 33 | 12 | +21 |
| 4    | Unión Huaral          | 27   | 22 | 10 | 7  | 5  | 29 | 21 | +8  |
| 5    | Deportivo Municipal   | 25   | 22 | 8  | 9  | 5  | 24 | 20 | +4  |
| 6    | Defensor Lima         | 24   | 22 | 7  | 10 | 5  | 24 | 26 | -2  |
| 7    | Sporting Cristal      | 23   | 22 | 9  | 5  | 8  | 28 | 18 | +10 |
| 8    | Deportivo San Agustín | 18   | 22 | 3  | 12 | 7  | 17 | 20 | -3  |
| 9    | Octavio Espinosa      | 18   | 22 | 5  | 8  | 9  | 13 | 27 | -14 |
| 10   | Internazionale        | 16   | 22 | 4  | 8  | 10 | 23 | 29 | -6  |
| 11   | Deportivo AELU        | 14   | 22 | 4  | 6  | 12 | 17 | 34 | -17 |
| 12   | Meteor Sport Club     | 11   | 22 | 2  | 7  | 13 | 18 | 45 | -27 |

|  | Clasifica al Octogonal |

#### Zona Centro
Campeón: ADT

#### Zona Norte
Campeón: Alianza Atlético

#### Zona Oriente
Campeón: Unión Tarapoto

#### Zona Sur
Campeón: Melgar

###### Subgrupo A
| Pos. | Equipo              | PJ | PG | PE | PP | GF | GC | DG | Pts. |
| ---- | ------------------- | -- | -- | -- | -- | -- | -- | -- | ---- |
| 1    | FBC Melgar          |    |    |    |    |    |    |    |      |
| 2    | FBC Aurora          |    |    |    |    |    |    |    |      |
| 3    | Coronel Bolognesi   |    |    |    |    |    |    |    |      |
| 4    | Juvenil Los Ángeles |    |    |    |    |    |    |    |      |
| 5    | Atlético Huracán    |    |    |    |    |    |    |    |      |

###### Subgrupo B
| Pos. | Equipo         | PJ | PG | PE | PP | GF | GC | DG | Pts. |
| ---- | -------------- | -- | -- | -- | -- | -- | -- | -- | ---- |
| 1    | Cienciano      |    |    |    |    |    |    |    |      |
| 2    | Diablos Rojos  |    |    |    |    |    |    |    |      |
| 3    | Alfonso Ugarte |    |    |    |    |    |    |    |      |

### Octogonal
Disputado en tres jornadas, entre el 6 y 13 de enero de 1991 en partidos de ida y vuelta.
| Local ida     | Resultado      | Local vuelta     | Ida | Vuelta |
| ------------- | -------------- | ---------------- | --- | ------ |
| Universitario | 6:1            | Unión Tarapoto   | 5:0 | 1:1    |
| ADT           | 0:7            | Alianza Lima     | 0:1 | 0:6    |
| Melgar        | 2:2 (4:5 pen.) | Sport Boys       | 2:1 | 0:1    |
| Unión Huaral  | 1:2            | Alianza Atlético | 1:1 | 0:1    |

### Liguilla Final
Disputada en tres jornadas dobles, entre el 20 y 27 de enero de 1991 en el Estadio Nacional de Lima.
| Pos. | Equipo           | Pts. | PJ | PG | PE | PP | GF | GC | DG |
| ---- | ---------------- | ---- | -- | -- | -- | -- | -- | -- | -- |
| 1    | Universitario *  | 4    | 3  | 2  | 0  | 1  | 6  | 1  | +5 |
| 2    | Alianza Lima *   | 4    | 3  | 2  | 0  | 1  | 4  | 2  | +2 |
| 3    | Sport Boys       | 2    | 3  | 1  | 0  | 2  | 3  | 5  | –2 |
| 4    | Alianza Atlético | 2    | 3  | 1  | 0  | 2  | 1  | 6  | –5 |

|  | Clasificado a la Final Nacional contra el Campeón de la Regional 1990-I y a la Copa Libertadores 1991 |
* Al quedar empatados en puntos, Universitario y Alianza Lima tuvieron que disputar un partido extra.

### Partido extra
| 30 de enero de 1991 | Universitario | 1:0 (1:0) | Alianza Lima | Estadio Nacional, Lima          |                                 |
|                     | Martínez 34'  |           |              | Árbitro(s): José Ramírez (Perú) | Árbitro(s): José Ramírez (Perú) |

## Final Nacional
| 3 de febrero de 1991 | Universitario                                          | 4:2 (2:1) | Sport Boys                     | Estadio Nacional, Lima               |                                      |
|                      | Martínez 32' · Cedrés 38' · Torrealva 59' · Araujo 71' |           | 15' (a.g.) Requena · 79' Paris | Árbitro(s): Fernando Chappell (Perú) | Árbitro(s): Fernando Chappell (Perú) |

|                          |
| Campeón Nacional         |
| Universitario 19º título |

## Estadísticas

### Máximos goleadores

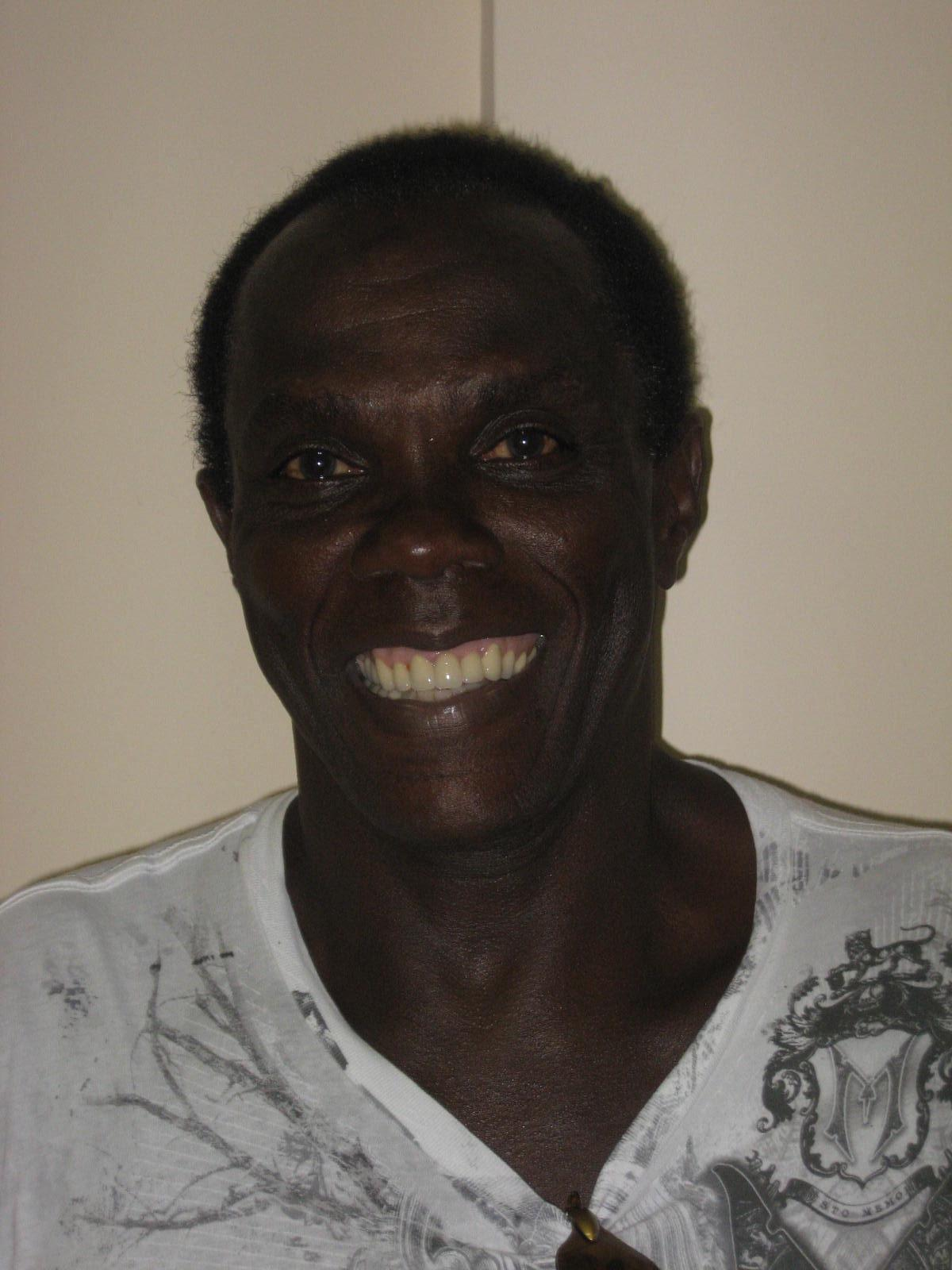
Cláudio Adão, máximo goleador de la Liga con 31 goles.

Lista con los máximos goleadores de la competencia.
| Jugador                                | Equipo                    | Goles |
| -------------------------------------- | ------------------------- | ----- |
| Cláudio Adão                           | Sport Boys                | 31    |
| Ernesto Aguirre                        | Unión Huaral              | 22    |
| Rosinaldo Lopes                        | Alianza Lima              | 18    |
| Roberto Martínez                       | Universitario de Deportes | 17    |
| Néstor Mordini                         | F. B. C. Melgar           | 16    |
| Eugenio La Rosa                        | Internazionale San Borja  | 16    |
| Jesús Torrealva                        | Universitario de Deportes | 14    |
| Horacio Baldessari                     | Deportivo Municipal       | 14    |
| Héctor La Torre                        | Defensor Lima             | 13    |
| Oswaldo Araujo                         | Universitario de Deportes | 13    |
| Edwin Uehara                           | Deportivo AELU            | 13    |
| Alfonso Yáñez                          | Universitario de Deportes | 12    |
| Percy Aguilar                          | Cienciano                 | 11    |
| Javier Torres                          | Alianza Atlético          | 11    |
| Humberto Rey Muñoz                     | Unión Huaral              | 11    |
| Edgardo Parmiggiani                    | F. B. C. Melgar           | 10    |
| Néstor Cáceres                         | San Agustín               | 10    |
| Freddy Torrealva                       | Octavio Espinosa          | 9     |
| César Rodríguez                        | Deportivo Municipal       | 9     |
| Alfonso Reyna                          | Unión Huaral              | 9     |
| Actualizado el 22 de noviembre de 2019 |                           |       |